# Livno
Livno – miasto w Bośni i Hercegowinie, w Federacji Bośni i Hercegowiny, stolica kantonu dziesiątego, siedziba miasta Livno. W 2013 roku liczyło 7927 mieszkańców, z czego większość stanowili Chorwaci.
Na terenie miasta znajduje się również część jeziora Buško, największego zbiornika wodnego Bośni i Hercegowiny.

## Historia

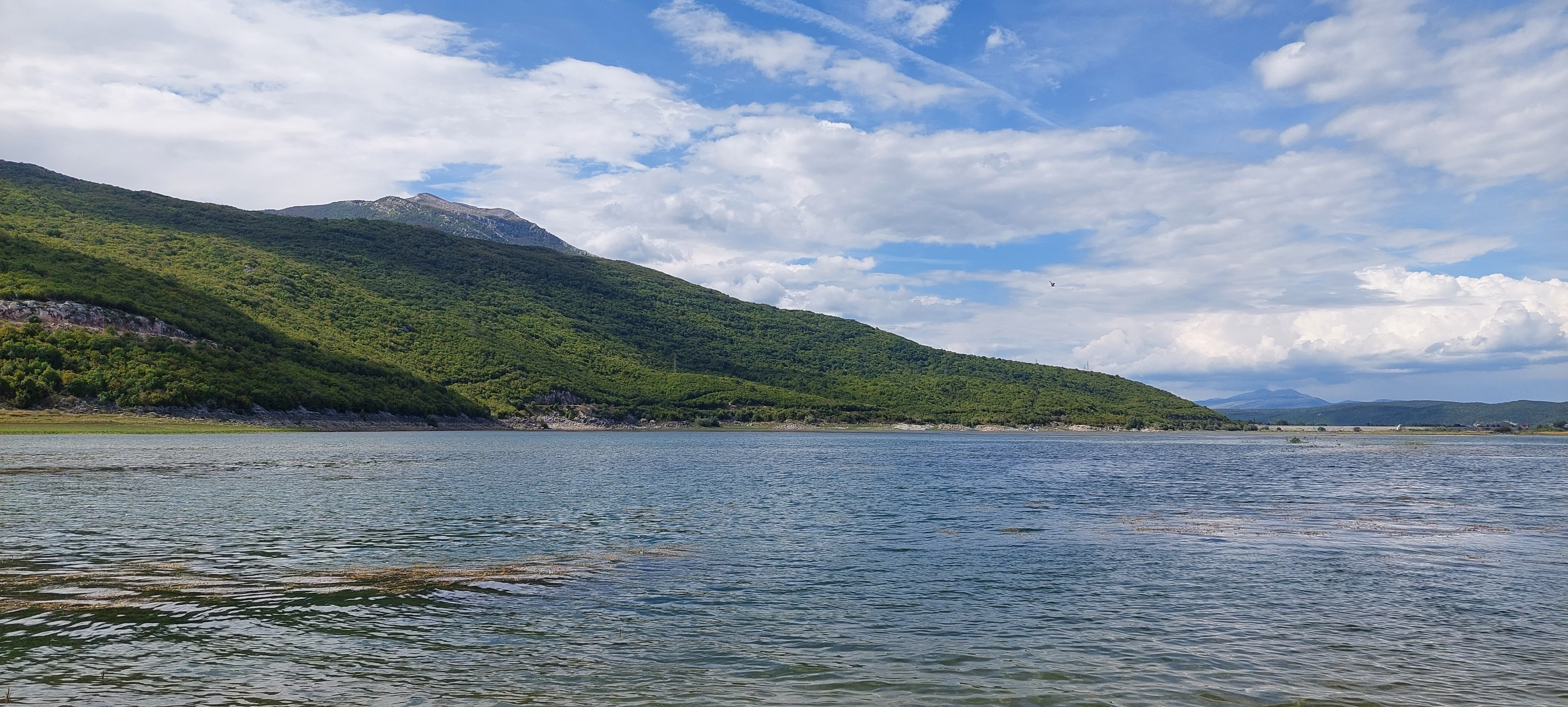
Jezioro Buško

Pierwsze wzmianki o Livnie pochodzą z dokumentu datowanego na 892 rok. W czasach średniowiecznych należało do Królestwa Chorwacji będącego w unii personalnej z Węgrami. W tym czasie przez miasto wiódł trakt z Raguzy do centralnej Bośni. W jego okolicach powstała twierdza o nazwie Bistrički Fort. W XIV wieku na krótko znalazło się w granicach Królestwa Bośni, które oderwało się od Królestwa Węgier. Następnie na ponad 400 lat weszło pod panowanie Imperium Osmańskiego. Za rządów osmańskich zbudowano m.in. kamienny most na rzece Duma oraz 14 meczetów. Na początku XX wieku Livno znalazło się pod władzą Austro-Węgier.
W 1918 roku stało się częścią Królestwa Serbów, Chorwatów i Słoweńców będącego protoplastą Jugosławii. Od 3 marca 1992 należy do Bośni i Hercegowiny.

## Atrakcje turystyczne i kulturalne
W Livnie od 1955 roku funkcjonuje Muzeum i Galeria Franciszkańska Gorica (bośn. Današnji Franjevački muzej i galerija Gorica-Livno). Miasto słynie z produkcji owczego sera o nazwie livanjski sir, który jest charakterystyczny dla regionu.
Atrakcja są też dzikie konie, które żyją na wolności w okolicach Livna. 

## Sport
W Livnie swoją siedzibę mają drużyny NK Troglav 1918 Livno (klub piłkarski), MNK Seljak Livno (futsal), KK Livno (koszykówka mężczyzn) i ŽKK Livno (koszykówka kobiet).
W mieście znajduje się stadion Zgona, na którym swoje mecze rozgrywa NK Troglav. Może pomieścić 7000 widzów.

## Ludzie związani z Livnem
- Bisera Alikadić – bośniacka poetka i powieściopisarka
- Zlatko Dalić – chorwacki piłkarz i trener
- Maja Gasal-Vražalica – bośniacka polityczka i deputowana Izby Reprezentantów Bośni i Hercegowiny
- Gabrijel Jurkić – bośniacko-chorwacki malarz
- Filip Mihaljević – chorwacki lekkoatleta
- Ivan Šuker – bośniacki polityk, minister oraz deputowany Izby Reprezentantów Bośni i Hercegowiny